# Max Bury
Ne doit pas être confondu avec Max Buri.
Max Bury, né le 22 octobre 1923 à Frameries et décédé le 17 juillet 1982 dans la même ville, fut un ancien député wallon.
Elu secrétaire régional de la régionale de Mons-Borinage de la FGTB juste après la grève générale de l'hiver 1960-1961, il est élu sénateur par le conseil provincial du Hainaut (30 avril 1968 au 7 novembre 1971). Il siège ensuite comme élu direct de l’arrondissement de Mons-Soignies (25 novembre 1971 au 8 novembre 1981). Il est brièvement secrétaire d’État dans le gouvernement Leburton II. Il est membre du Conseil Régional wallon (22/10/1980-06/10/1981) ainsi que secrétaire du bureau du Sénat (1977-1981).
Conseiller communal de Frameries élu en 1970, il en sera le 1er échevin de 1971 à 1982.